# Roger Fisbach
Roger Fisbach (* 1903; † 1958) war ein französischer Jazzmusiker (Altsaxophon,  auch Klarinette).
Fisbach arbeitete in den 1920er-Jahren in Berlin, wo er ein eigenes Orchester leitete, mit dem er 1925 sechs Titel für Vox einspielte, Charleston-Nummern der Zeit wie „Yes Sir! That's My Baby“ oder „A Kiss in the Moonlight“. In den 1930er-Jahren lebte er in Paris; 1931 tourte er mit Grégor et ses Grégoriens in Lateinamerika. In Paris spielte er dann neben den Grégories auch bei Notte and His Creole Band (de da Coupole de Montparnasse), 1933 mit den Chicago Syncopators um Guy Paquinet und Michel Warlop, ab 1934 in Michel Warlops Orchester und in der Bigband Le Jazz du Poste Parisien um Alain Romans. Ab 1939 spielte er bei Serge Glykson und bei Jacques Methehen, dessen Orchester ein Engagement im Kino Normandie hatte. Ferner nahm  er mit Alex Renard, Christian Wagner, Hubert Rostaing, Noël Chiboust auf;  nach Kriegsende spielte er noch 1949 bei Jerry Mengo, bevor er aus der Musikszene verschwand. Im Bereich des Jazz war er zwischen 1925 und 1949 an 30 Aufnahmesessions beteiligt.